# Hiroshi Teshigahara
Hiroshi Teshigahara (勅使河原 宏, 28 de gener de 1927 - 14 d'abril de 2001) va ser un director de cinema d'avantguarda japonès,
Va néixer a Tòquio, fill de Sofu Teshigahara, fundador i mestre de l'Escola Sogetsu d'ikebana. El 1950, es va graduar en pintura per la Universitat Nacional de Belles arts i Música de Tòquio. La seva carrera cinematogràfica es va iniciar el 1953 i va dirigir el seu primer llargmetratge L'escull (Otoshiana, 1962) en col·laboració amb l'escriptor Kōbō Abe i el compositor Tōru Takemitsu. La pel·lícula va guanyar el Premi com a nou director de la NHK i, al llarg de la dècada de 1960, Teshigahara va continuar col·laborant amb Abe i Takemitsu en la filmació de noves pel·lícules, mentre simultàniament perseguia altres interessos com l'escultura o convertir-se en mestre de l'art floral japonès ikebana. En L'escull basaria La cara d'un altre (Tanin no kao, 1966), i L'home sense mapa (Moetsukita chizu, 1968).
El 1965, la seva pel·lícula La dona de la sorra (Suna no onna, 1964) va aconseguir catapultar-se a nominacions nacionals i internacionals, incloent-hi la nominació a l'Oscar a la millor pel·lícula de parla no anglesa o el premi especial del jurat en el Festival de Cannes. El 1972, va treballar amb l'investigador i traductor japonès John Nathan per a la pel·lícula Summer Soldiers.
Des de mitjans del 1970 en endavant, va treballar amb menor freqüència en llargmetratges, concentrant-se en els documentals, i en destaca Antoni Gaudí, documental sobre la vida de l'arquitecte català que hi va provocar una onada d'interès en tot el Japó.
Des de 1980, va ser director de l'Escola de Ikebana de Sogetsu fins al dia de la seva mort, el 14 d'abril de 2001, víctima d'un mal sanguini.

## Filmografia
Filmografia completa d'Hiroshi Teshigahara:
- Hokusai (北斎) (1953)
- 12 Fotògrafs (十二人の冩真家) (1955)
- Ikebana (いけばな) (1956) o 蒼風とオブジェ　いけばな (1957) - director i guió
- 有楽町０番地 (1958) - guió
- Tòquio1958 (東京1958) (1958)
- 海は生きている (1958) - art
- José Torres (ホゼー･トレス) (1959) - director i rodatge
- Parany (おとし穴) (1962) - director
- La dona de la sorra (砂の女) (1964) - director
- Blanca Matí (白い朝) (1965)
- José Torres Part II (ホゼー･トレス Part II) (1965)
- La cara d'un altre (他人の顔 Tanin no Kao) (1966) - director
- Bakusou (爆走) (1966)
- インディレース　爆走 (1967) - productor
- L'home sense mapa (燃えつきた地図 Moetsukita Chizu) (1968) - director
- 240 hores en un dia (1日240時間) (1970)
- Summer Soldiers (サマー・ソルジャー) (1972) - director, planificació i rodatge
- Warera no Shuyaku (われらの主役) (1977) - telefilm
- Shin Zatouichi - Episodi: Viatge de l'arc de Sant Martí (新座頭市「虹の旅」) (1978) - telefilm
- Shin Zatouichi - Episodi: Viatge de Somnis (新座頭市「夢の旅」) (1978) - telefilm
- Escultura Mouvante - Jean Tinguely (動く彫刻 ジャン･ティンゲリー) (1981)
- Antoni Gaudí (アントニー・ガウディー) (1984) - director, productor i edició
- Rikyu (利休) (1989) - director, productor i guió
- Princesa Goh (豪姫) (1992) - director, productor i guió